# Isaác Brizuela
Isaác Brizuela Muñoz (* 28. August 1990 in San José, Kalifornien), auch bekannt unter dem Spitznamen Cone, einer Abkürzung für Conejo bzw. Conejito, ist ein mexikanischer Fußballspieler, der im offensiven Mittelfeld bzw. in der Sturmreihe agiert.

## Leben
Brizuela stieß bereits als Jugendlicher in den Nachwuchsbereich von Deportivo Toluca und erhielt dort auch seinen ersten Profivertrag. Zunächst wurde er zwischen 2007 und 2009 in dem in der zweitklassigen Primera División 'A' spielenden Filialteam Atlético Mexiquense eingesetzt.
In der Saison 2009/10 schaffte er den Sprung in die erste Mannschaft von Deportivo Toluca und kam am ersten Spieltag derselben Saison zu seinem ersten Einsatz in der höchsten mexikanischen Fußballliga. Sein torreiches Debütspiel am 26. Juli 2009 für die Diablos Rojos endete mit einem 4:3-Heimsieg gegen den mexikanischen Rekordmeister Chivas Guadalajara. Am Ende derselben Halbsaison, der Apertura 2009, erzielte er im Halbfinalrückspiel gegen den späteren Meister CF Monterrey (1:1) sein erstes Tor in einem Spiel der ersten mexikanischen Liga. Im Rückrundenturnier derselben Saison gewann Brizuela den Meistertitel mit den Diablos Rojos. In der Apertura 2012 erreichte Toluca noch einmal die Finalspiele, unterlag jedoch gegen die Überraschungsmannschaft dieser Runde, Xoloitzcuintles de Caliente.
Am 17. Dezember 2014 wechselte er zum Ligakonkurrenten Deportivo Guadalajara, der für ihn rund 5,5 Millionen Euro bezahlte. Seinen ersten Einsatz für die Chivas bestritt er am 10. Januar 2015 bei der 1:2-Niederlage gegen den Chiapas FC.
In der zweiten Jahreshälfte 2013 wurde Brizuela siebenmal in den Kader der mexikanischen Nationalmannschaft berufen, kam aber zu keinem einzigen Einsatz. Sein Länderspieldebüt feierte er am 29. Januar 2014 in einem Testspiel gegen Südkorea, das 4:0 gewonnen wurde.

## Erfolge

### Verein

#### Deportivo Toluca
- Liga MX: Bicentenario 2010

#### Deportivo Guadalajara
- Liga MX: Clausura 2017
- Copa México: Apertura 2015, Clausura 2017
- Supercopa MX: 2016
- CONCACAF Champions League: 2018

### Individuelle Auszeichnungen
- CONCACAF Champions League Best XI: 2018